# Bracon sectator
Bracon sectator är en stekelart som först beskrevs av Charles Thomas Brues 1924.  Bracon sectator ingår i släktet Bracon och familjen bracksteklar. Inga underarter finns listade.